# Genie (persoon)
Een genie is een mens met een bijzondere begaafdheid die ver uitsteekt boven het gemiddelde of normale. In het algemeen is deze begaafdheid op meer dan één gebied aanwezig. Een exacte grens aangeven tussen normaal, begaafd, hoogbegaafd en geniaal is een kwestie van persoonlijk oordeel. Er zijn genieën op velerlei gebieden en mensen die een extreme enkelvoudige hoogbegaafdheid vertonen. 
Er zijn mensen die op een bepaald gebied een extreme hoge begaafdheid tonen maar op de meeste andere gebieden subnormaal functioneren; deze worden wel idiot savants genoemd. Een naar het leven getekend voorbeeld van iemand met het savantsyndroom is de hoofdpersoon van de film Rain Man, vertolkt door Dustin Hoffman.

## Voorbeelden

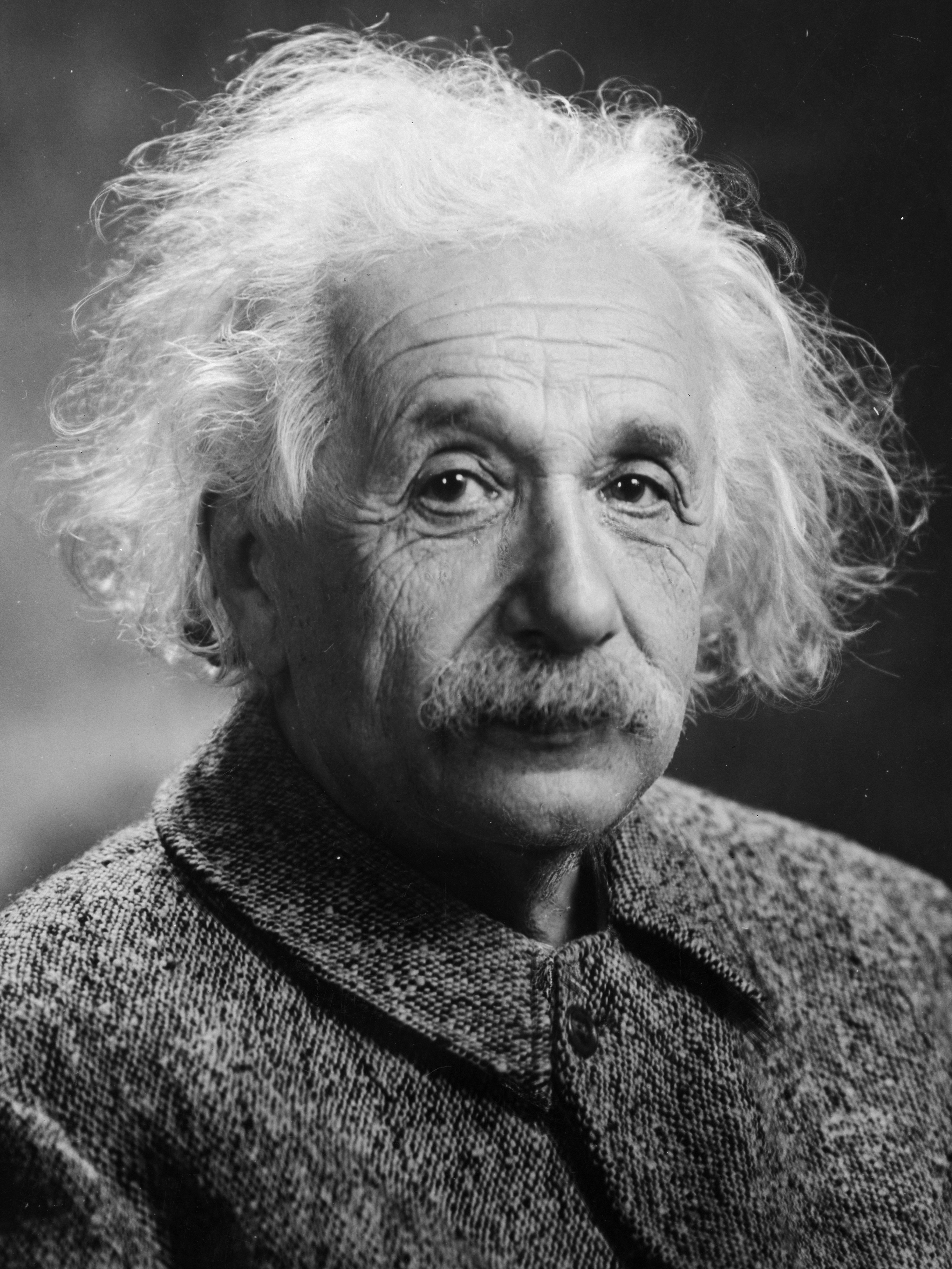
Albert Einstein

Wolfgang Amadeus Mozart was een muzikaal genie; Albert Einstein op het gebied van de natuurkunde. Oscar Wilde zou men als een sociaal genie kunnen beschouwen. William Shakespeare was een literair genie. Johann Sebastian Bach, Alan Turing, Leonardo da Vinci zijn andere voorbeelden. Leonardo da Vinci is ook een goed voorbeeld van een homo universalis, een persoon die overal in uitblinkt.

## Vergelijking met begaafdheid
De Duitse filosoof Arthur Schopenhauer maakt in zijn Die Welt als Wille und Vorstellung deze vergelijking om het verschil tussen talent en genie te illustreren: talent heeft de schutter die een doel treft dat iedereen waarneemt en waarmee hij dan ook meteen bewondering oogst, een genie is de schutter die onopgemerkt een doel treft dat aanvankelijk nog buiten het blikveld van zijn publiek ligt. Genie wordt ook wel als een bijzondere (hoog)begaafdheid gezien die sterk van iemands persoonlijkheid afhankelijk is.